# Jens Wandmacher
Jens Wandmacher (* 1940) ist ein deutscher Sachbuchautor und Psychologe.

## Leben und Werk
Jens Wandmacher promovierte im Jahre 1970 an der Universität Hamburg über das Thema Die Trennung von sensorischen und Urteilsprozessen bei der Größen- und Verhältnisschätzung.
Wandmacher war Professor am Institut für Psychologie an der Technischen Universität Darmstadt.
Er forschte und lehrte auf dem Gebiet der angewandten Kognitionspsychologie. Schwerpunkte seiner Arbeit sind die Methodenlehre, die Wahrnehmungspsychologie, Kognitionspsychologie, Verteilte Kognition und die Mensch-Computer-Interaktion. In den letzten Jahren forschte er auf dem Gebiet der Aufgaben- und Tätigkeitsanalyse bei der Mensch-Computer-Interaktion, Visualisierung und der Entwicklung computergestützter Lernwerkzeuge.

## Veröffentlichungen (Auswahl)
- Software-Ergonomie. De Gruyter, Berlin 1993, ISBN 3-11-012971-X.
- Einführung in die psychologische Methodenlehre. Spektrum Akademischer Verlag, Heidelberg 2002, ISBN 3-8274-1369-9.
- Stimulus expectancy and stimulus frequency in visual identifikation. Universität Konstanz, Konstanz 1975 (englisch).

| Personendaten    | Personendaten                          |
| ---------------- | -------------------------------------- |
| NAME             | Wandmacher, Jens                       |
| KURZBESCHREIBUNG | deutscher Sachbuchautor und Psychologe |
| GEBURTSDATUM     | vor 1970                               |